# Wojtek Krakowiak
Wojtek Krakowiak, właśc. Wojciech Krakowiak (ur. 6 sierpnia 1976 w Kielcach) – amerykański piłkarz polskiego pochodzenia, występujący na pozycji pomocnika i napastnika.

## Życiorys
Wychowanek Błękitnych Kielce. W 1992 roku został włączony do pierwszej drużyny, w której w sezonie 1992/1993 rozegrał pięć spotkań w II lidze. W 1993 roku wyemigrował do Clifton w stanie New Jersey w Stanach Zjednoczonych. W 1996 roku został członkiem uniwersyteckiej drużyny St. John's Red Storm. Pod koniec 1997 roku przeszedł do drużyny Clemson Tigers. W 1998 roku zdobył takie nagrody NCAA, jak All-American First Team, ACC All-Conference First Team, Hermann Trophy, ACC Player of the Year i Soccer America Player of the Year.
W lutym 1999 roku został wybrany w drafcie przez San Jose Earthquakes, natomiast w sierpniu podpisał kontrakt z Charleston Battery. W barwach tego klubu rozegrał trzy spotkania w A-League. W lutym 2000 roku przeszedł do San Jose Earthquakes. W MLS zadebiutował 25 marca 2000 roku w przegranym 1:2 spotkaniu z Columbus Crew. Pierwszego gola zdobył natomiast 17 czerwca w meczu przeciwko Miami Fusion. W sezonie 2000 rozegrał 24 mecze w MLS, zdobywając pięć goli. Po zakończeniu sezonu został wypożyczony do Lecha Poznań, dla którego rozegrał pięć spotkań w II lidze. W styczniu 2001 roku powrócił do San Jose Earthquakes. Dla tego klubu rozegrał jeszcze jeden mecz w lidze, po czym pod koniec czerwca na zasadzie wolnego transferu przeszedł do Tampa Bay Mutiny, w barwach którego wystąpił w czterech meczach w MLS. 20 lipca został zwolniony, aby Tampa Bay Mutiny mógł zrobić miejsce w składzie dla Danny'ego Peny. W 2003 roku został zawodnikiem New Jersey Stallions. W barwach tego klubu zdobył siedem goli w 16 meczach USL Second Division. W 2004 roku rozegrał jeszcze dwa spotkania dla Jersey Falcons.
Po zakończeniu kariery zawodniczej, w 2007 roku został trenerem żeńskiej drużyny Rutgers University–Newark. W 2011 roku został szkoleniowcem kobiecej drużyny Montana State Billings Yellowjackets. W 2016 roku zrezygnował z tej funkcji.

## Statystyki ligowe
| Sezon         | Klub                 | Liga                | Mecze | Gole |
| ------------- | -------------------- | ------------------- | ----- | ---- |
| 1992/1993     | Błękitni Kielce      | II liga             | 5     | 0    |
| 1999          | Charleston Battery   | A-League            | 3     | 0    |
| 2000          | San Jose Earthquakes | MLS                 | 24    | 5    |
| 2000/2001 (j) | Lech Poznań          | II liga             | 5     | 0    |
| 2001 (w)      | San Jose Earthquakes | MLS                 | 1     | 0    |
| 2001 (j)      | Tampa Bay Mutiny     | MLS                 | 4     | 0    |
| 2003          | New Jersey Stallions | USL Second Division | 16    | 7    |
| 2004          | Jersey Falcons       | PDL                 | 2     | 0    |